# Cérémonie d'ouverture du Parlement du Canada

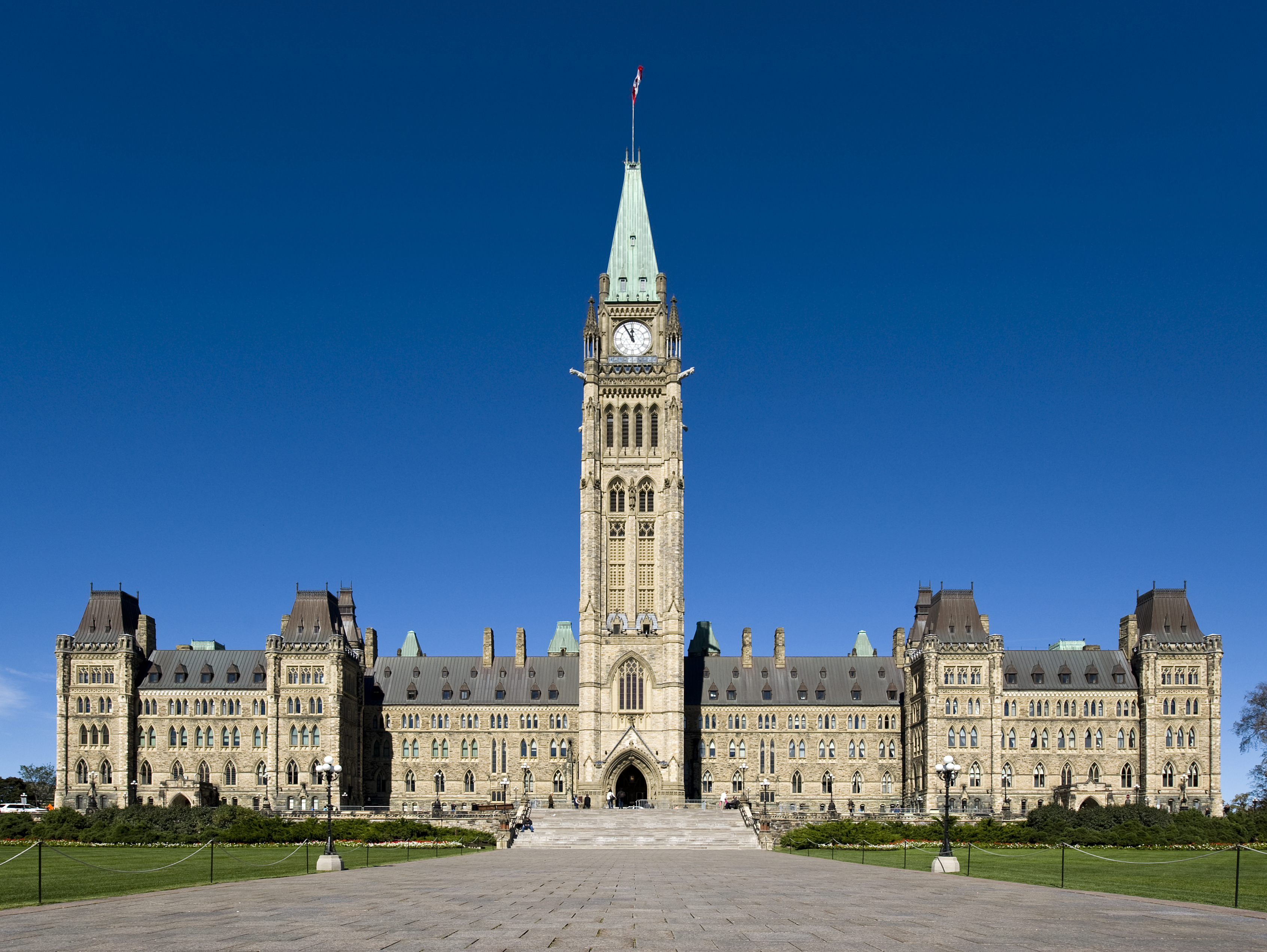
L'Édifice du Centre, bâtiment principal du Parlement du Canada.

La cérémonie d'ouverture du Parlement du Canada (en anglais : Opening of the Canadian parliament) est un événement politique qui marque le début d'une session du Parlement du Canada, à la suite d'une élection fédérale. Elle implique une convocation du gouverneur général au nom du souverain du Canada. Inspirée de la cérémonie d'ouverture du Parlement du Royaume-Uni, bien que moins élaborée, cette cérémonie a évolué pour inclure des éléments distinctement canadiens.

## Convocations
En même temps que le gouverneur général du Canada délivre les brefs d'une élection fédérale, il émet également une proclamation royale convoquant le Parlement, fixant la date d'ouverture de la prochaine session après le scrutin (bien que la date puisse être modifiée par des proclamations ultérieures, tant que le Parlement se réunit effectivement, comme l'exige la Loi constitutionnelle de 1867). Le texte d'une proclamation convoquant le Parlement est le suivant :
« 
À TOUS CEUX à qui les présentes parviennent ou qu’icelles peuvent de quelque manière concerner,
Salut :
Proclamation
Attendu qu’il est Notre désir de Nous rencontrer aussitôt que faire se pourra avec Notre peuple du Canada et d’obtenir son avis au Parlement;
Nous, sur et avec l’avis de Notre Premier Ministre du Canada, par les présentes sommons la Chambre des communes du Canada de se réunir en Notre ville d’Ottawa, le [date], pour y entrer en conférence et traiter avec le Sénat du Canada.
 »
Une proclamation ultérieure donne l'heure précise de l'ouverture du Parlement :
« 
À Nos bien-aimés et fidèles SÉNATEURS du Canada et aux DÉPUTÉS à la Chambre des communes du Canada et à tous ceux que les présentes peuvent de quelque manière concerner
Salut :
Proclamation
Attendu que Notre Parlement du Canada a été dissous le [date];
À ces causes, par les présentes, Nous commandons à chacun de vous ainsi qu’à tout autre intéressé de vous trouver personnellement en Notre ville d’Ottawa, le [date] à [heure] pour l’EXPÉDITION DES AFFAIRES et pour traiter, délibérer et décider des questions que Notre Parlement du Canada, par la Grâce de Dieu, peut ordonner.
 »
Parmi les gouverneurs généraux suppléants, seuls les juges de la Cour suprême peuvent convoquer le Parlement (mais ils ne peuvent pas le dissoudre).

## Ouverture du Parlement

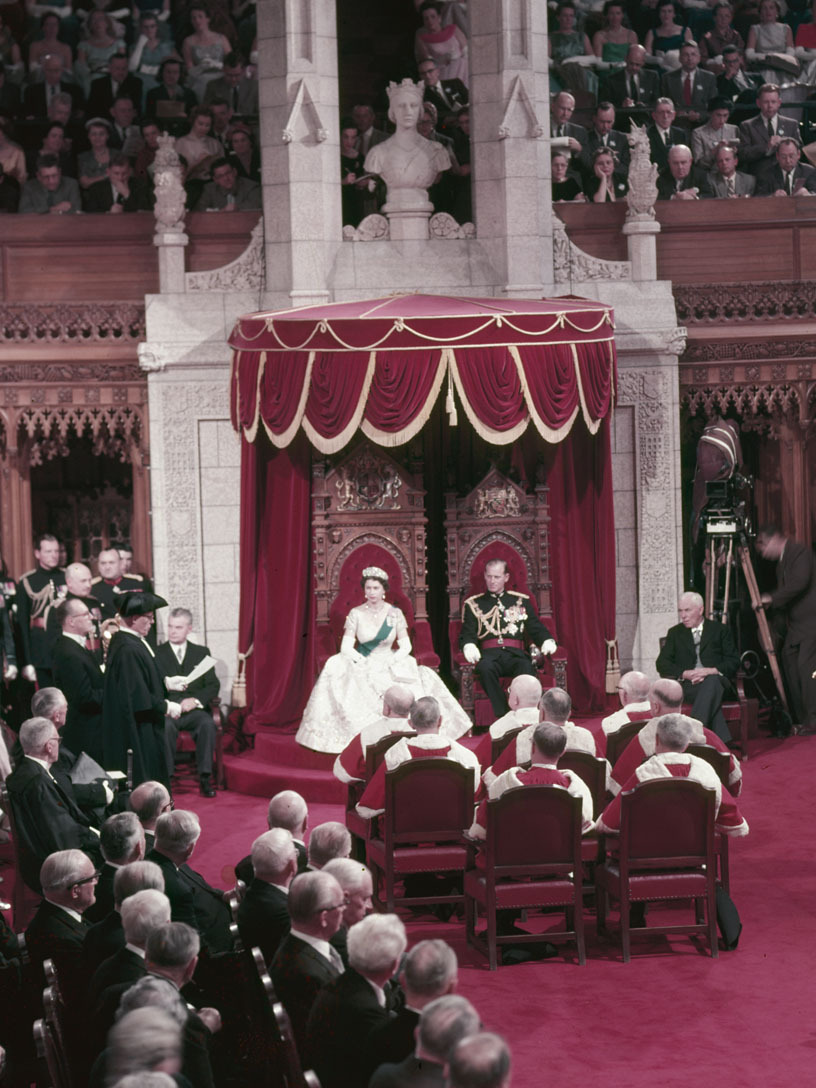
La reine Élisabeth II et le prince Philip lors de l'ouverture du Parlement, le 14 octobre 1957. Les juges de la Cour suprême sont assis au centre, devant le monarque. Le porteur de la masse se tient à l'extrême droite. Le premier ministre (John Diefenbaker) est assis à la droite de la souveraine.

Il existe deux types d'ouverture du Parlement du Canada, qui se distinguent par leur ampleur : les ouvertures plus importantes nécessitent le déplacement des sièges du Sénat (où le monarque, le gouverneur général ou un autre délégué lit le discours du Trône) qui est réorganisé de façon à accueillir les invités officiels — juges de la Cour suprême, lieutenants-gouverneurs, anciens premiers ministres, membres du Conseil privé canadien et membres du corps diplomatique, ainsi que leurs conjoints —, tandis que les galeries sont réservées aux autres invités. Les cérémonies d'ouverture plus petites ne nécessitent pas le déplacement des sièges du Sénat, car les invités sont limités aux juges de la Cour suprême, aux invités du gouverneur général et du premier ministre et aux doyens du corps diplomatique. Le président du Sénat établit la liste des invités, bien que la taille de la cérémonie soit déterminée par le premier ministre.
L'ouverture de la première session du Parlement se déroule sur deux jours. L'ouverture d'une session suivante ne nécessite qu'un seul jour. Le premier jour, les affaires courantes sont traitées. Une fois celles-ci terminées, le président du Sénat commande à l'Huissier du Bâton noir, généralement appelé simplement Bâton noir, de convoquer les membres de la Chambre des communes au Sénat. Une fois les membres du Parlement réunis, le président du Sénat s'adresse à l'assemblée en déclarant : 
« 
Honorables membres du Sénat, Membres de la Chambre des communes,
J’ai reçu l’ordre de vous informer que Son Excellence le Gouverneur général ne juge pas à propos de vous exposer les objets pour lesquels il a convoqué le présent Parlement du Canada, avant que la Chambre des communes ait choisi son Président, suivant la loi; mais demain, [date] à [heure], Son Excellence exposera les objets de la convocation de ce Parlement.
 »
Les députés retournent ensuite à la Chambre des communes pour élire le président de cette chambre. Le discours du Trône est prononcé le jour suivant. Ce discours est écrit par le premier ministre et prononcé par le gouverneur général ou par le monarque lui-même si celui-ci est présent dans le pays au moment approprié. Par exemple, la reine Élisabeth II a prononcé le discours du Trône canadien à deux reprises, en 1957 et 1977. Accompagné de quatre officiers de la Gendarmerie royale du Canada, il se déplace habituellement dans le landau d'État, souvent accompagné du consort vice-royal, entre Rideau Hall et la colline du Parlement où le gouverneur général passe en revue une garde d'honneur des Forces armées canadiennes. Une fois que le vice-roi est entré dans le bâtiment du Parlement, l'Huissier du Bâton noir est à nouveau envoyé pour appeler les membres de la Chambre des communes au Sénat. À son arrivée au Sénat, le président de la Chambre des communes s'adresse à son homologue du Sénat, affirmant les droits et privilèges de la Chambre des communes et de ses membres. Le président du Sénat répond, au nom du gouverneur général, que la Couronne « lui accorde, et en toute occasion saura reconnaître, ses privilèges constitutionnels ». Le gouverneur général prononce ensuite le discours du Trône, pendant lequel la masse du Sénat est tenue par le porteur de la masse, qui se tient à côté du trône.

## Débat
Le discours du Trône est suivi d'un débat et d'un vote dans les deux chambres du Parlement. Formellement, la motion demande simplement au Parlement de remercier le monarque ou le gouverneur général par le biais d'une « Adresse en réponse au discours du Trône ». Jusqu'en 1897, il s'agissait d'un message plus détaillé, reprenant point par point le contenu du discours,. Aujourd'hui, au Sénat, elle prend simplement la forme suivante :
« 
Que l’Adresse, dont le texte suit, soit présentée à Son Excellence le Gouverneur général du Canada :
À Son Excellence le très honorable [nom du gouverneur général], Chancelier et Compagnon principal de l’Ordre du Canada, Chancelier et Commandeur de l’Ordre du mérite militaire, Chancelier et Commandeur de l’Ordre du mérite des corps policiers, Gouverneur général et Commandant en chef du Canada.
QU’IL PLAISE À VOTRE EXCELLENCE :
Nous, sujets très dévoués et fidèles de Sa Majesté, le Sénat du Canada, assemblé en Parlement, prions respectueusement Votre Excellence d’agréer nos humbles remerciements pour le gracieux discours qu’elle a adressé aux deux Chambres du Parlement.
 »
Toutefois, le débat lui-même est souvent de grande envergure, explorant de nombreux aspects des politiques proposées par le gouvernement et s'étalant sur plusieurs jours. Lors du vote de l'Adresse en réponse, le scrutin constitue une motion de confiance à l'égard du gouvernement qui, si elle est perdue, entraînerait la fin du mandat de ce gouvernement. Cette discussion et ce vote font suite à un soulèvement symbolique d'autres questions destinées à souligner l'indépendance du Parlement vis-à-vis de la Couronne, une pratique qui voit le jour après que le roi Charles Ier a été jugé et exécuté par le Parlement d'Angleterre.